# Tipula (Nippotipula) fanjingshana
Tipula (Nippotipula) fanjingshana is een tweevleugelige uit de familie langpootmuggen (Tipulidae). De soort komt voor in het Oriëntaals gebied.